# 伊皿子貝塚
座標: 北緯35度38分30秒 東経139度44分24秒 / 北緯35.64167度 東経139.74000度
伊皿子貝塚（いさらごかいづか）は、東京都港区三田4丁目19（旧三井家邸宅敷地、現・NTTデータ三田ビル敷地）にあった縄文時代後期の貝塚、また弥生時代の方形周溝墓などを含む複合遺跡。規模は大きくはないものの貝の種類の豊富さや貝層密度の濃さでは日本有数の貝塚である。

## 概要
貝層の下からは貝塚より古い時代の土器、貝層の上からも縄文時代晩期の土器、さらに弥生時代以降の遺構も見つかり、この地には貝塚を形成した時期だけでなく長い期間、人の営みがあったことがわかる。貝塚の上下から違う時代の遺物も発見されていることからそれらも合わせて伊皿子貝塚遺跡ともいう。貝塚遺跡そのものは日本電信電話公社（現・NTT）のビル建設に伴い完全に破壊されたが、ビル建設前の1978年から1979年にかけて1年半に及ぶ本格的な発掘調査が行われ、剥離保存された貝層断面が近くの三田台公園に伊皿子貝塚遺跡として復元・展示されているほか港区立郷土歴史館には伊皿子貝塚の貝層断面や出土品が展示されている。

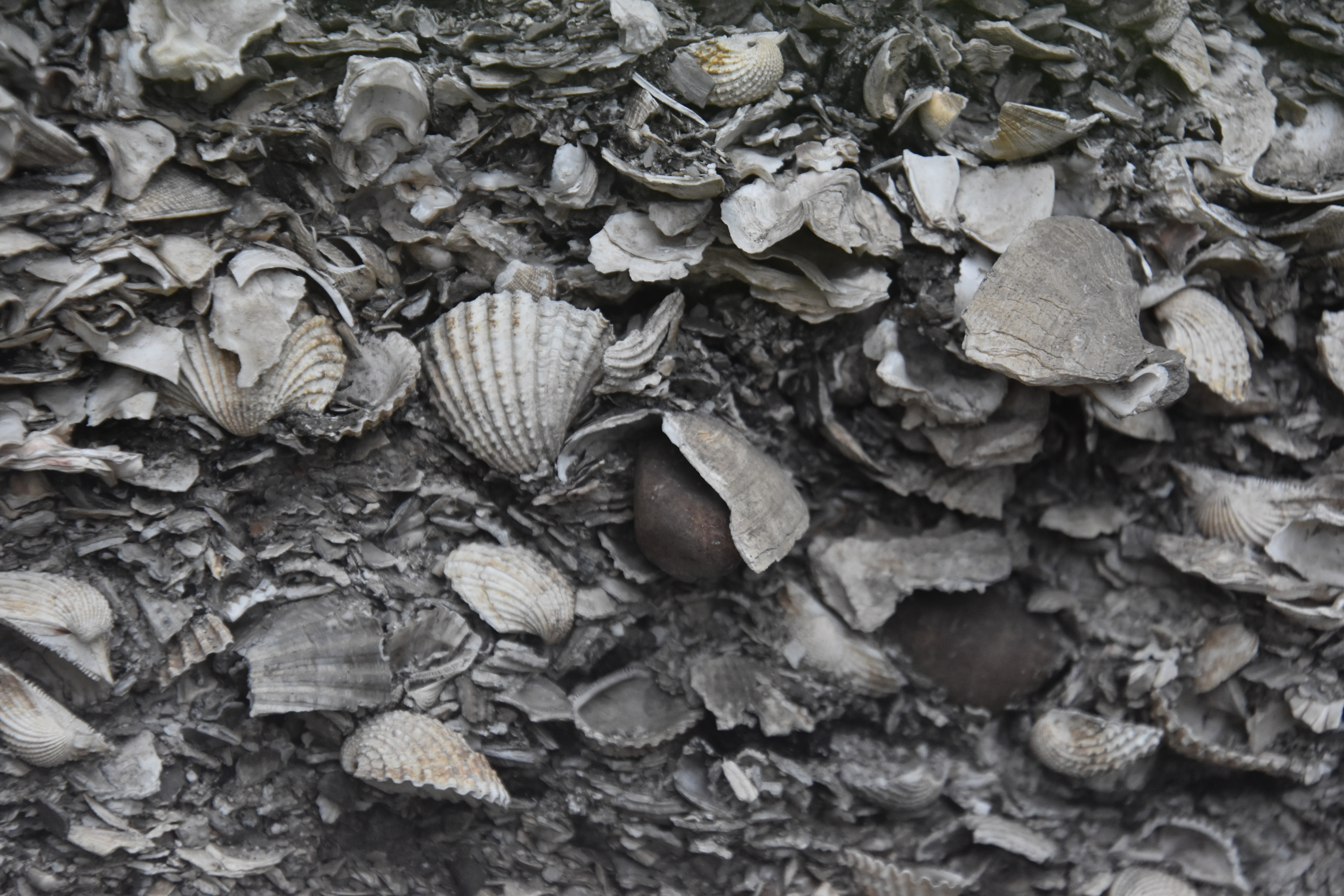
三田台公園の貝層断面

## 位置
この貝塚は位置としてはJR田町駅と品川駅間やや田町駅よりの地点から西側の高輪台地上にある。貝塚の位置は標高11メートル前後の東に向いた斜面上にある。縄文時代の縄文海進時には高輪台地は南西から北東方向に伸びる台地で東は東京湾、北から北西は古川（渋谷川）西も低地で、伊皿子貝塚は高輪台地の東側にあり東京湾に直接面していた。港区内には縄文遺跡が多く存在するがその多くは古川沿いにあり、東京湾に直接面していた縄文遺跡は多くは無い。港区内の遺跡は弥生時代から古墳時代には少なくなる。

## 貝塚の認知と状態
太平洋戦争までは貝塚は伊皿子三井家(三井財閥三井十一家の一つ)の邸宅敷地内にあり、1921年(大正10年)には考古学者藤枝隆太郎の調査によって貝塚の存在は知られていた。1924年には貝塚の南側は伊皿子三井家邸宅洋館建設のため十分な調査が行われないまま破壊されたと見られている。戦災によって三井邸は破壊され、さらに貝塚は荒廃していった。しかし貝塚北側部分は建物が日本家屋であったため、良い状態で保存されていた。戦後、この土地は三井家からセント・メリーズ・インターナショナル・スクール、さらに日本電信電話公社の所有となり、日本電信電話公社はここにビルを建てることにした。そのため日本電信電話公社の費用負担で1978年7月から1979年12月まで約1年半におよぶ本格的な発掘調査が行われた。本格的な調査ののち発掘された出土品や一部貝層の保存後、ビル建設に伴い貝塚および遺跡は完全に破壊されている。

## 貝塚概要
前述のように貝塚の南側はほとんど調査が行われないまま破壊されているため全貌は不明な点もあるものの、1978年7月から1979年12月までの調査では北側で約351平方メートルの貝層が確認され、貝層の厚さは厚い部分では1.8メートルに及んでいる。
1925年(大正14年)の藤枝の調査、1948年(昭和23年)の江坂輝弥らの調査では縄文時代前期の土器片を採取したことなどから貝塚は縄文時代前期の物とされていた。しかし、後の1978年7月から1979年12月までの本格調査では貝層下から称名寺式期の竪穴建物跡の発見や放射性炭素による年代測定、堀之内式土器の発掘などから貝塚そのものは縄文時代後期の物と訂正されている。貝塚そのものは縄文時代後期の物とされたが、貝層の上下から異なる時代の遺構や土器が発掘され、この地での人の営みは縄文前期から後期、弥生、古墳、平安まで各時代にわたっていたとされている。

## 出土品
他の貝塚に比べて伊皿子貝塚の出土品の特徴は豊富な種類の貝類が見られるのに対し、獣魚骨や土器および石器の出土が少ないことである。
伊皿子貝塚で見つかる貝は巻貝が67種類、二枚貝が15種類の計82種類で内湾に面する貝塚でこれほどの種類の貝が見つかることは少ない。たとえば同じく縄文後期のお茶の水貝塚で見つかる貝は15種類である。この82種のなかの多くは食用にはならず、たまたま紛れ込んだものと考えられるが、食用としていた貝も10種類ほどある。量的にはハイガイとマガキが中心で80％を占めている。ハイガイはアカガイの仲間で暖かい海に住む貝であり現代の東京湾では採れないが、縄文時代は東京湾も暖かかったため豊富に産していたものと思われる。伊皿子貝塚に多く重なっている貝層はハイガイが多い層とマガキが多い層が互いに重なっており、ハイガイは晩春から初夏に採り、マガキはおそらく秋から冬に採っていたのだろうと考えられている。それ以外はハイガイとマガキの次に多いアカニシでも5.4％を占めるだけである。東京湾西側の他の貝塚ではよくみられるハマグリは伊皿子貝塚ではごくわずかである。これは伊皿子貝塚の前面の海がハマグリの生息には適さない砂泥性底質であったためだろうと考えられている。
魚はクロダイの鱗がもっとも多くみつかり、他にウナギなど20種類ほどの魚骨が見つかるが、貝の豊富さに比べると魚骨の出土は他の貝塚と比べて少なめである。獣の骨についてはさらに少なくイノシシの歯が数点、他にはタヌキやネズミなどの骨も見つかっているがわずかである。
土器や石器の出土も他の貝塚に比べて少なく土器は99点、石器は8点に過ぎない。時代的には幅広く縄文時代前期から中期の諸磯式土器が貝層の下から、縄文晩期の土器が貝層の上から見つかっている。貝塚自体は縄文後期の前半、堀之内式土器の時代のものと考えられている。

## 遺構
伊皿子貝塚では貝層の上下から建物跡や墓跡などが見つかっている。貝層の下から発見された敷石住居跡は縄文時代後期初頭の称名寺式期のもので、同じく貝層の下から発見された土壙も縄文時代後期前葉の堀之内Ⅰ式期のものであろうとみられている。貝層下からは焼土も見つかっているが時代は特定されていない。
貝層下の建物跡はやや特殊で、出土遺物が少ない。建物内に白砂が撒かれており、このような例は調査時点では他に知られていない
貝層上からは建物跡4軒、墓跡2基が見つかっている。建物跡は古墳時代のものが3軒、平安時代の物が1軒、墓跡は弥生時代の物と推定されている。
2基の墓跡は方形周溝墓で出土土器から弥生時代中期宮ノ台式期のものと推定された。4軒の建物跡も出土品は多くは無いが、出土した土器片の様式から3軒は古墳時代の竪穴建物、1軒は平安時代の竪穴建物とされる。

## 貝塚の考察
港区内の貝塚のなかでも伊皿子貝塚や近くの芝の丸山貝塚では出土品のほとんどが貝殻ばかりで動物骨や土器石器の出土は少ない（見つかっている土器の多くは貝塚の貝層の上下で、つまり貝塚そのものの形成期とは時代が違う物が大半）。貝殻ばかりで貝塚を作った人々の生活の痕跡があまり見えない。それにくらべて同じ港区内にある虎ノ門の西久保八幡貝塚では多くの動物骨や土器などそこが人々の生活の場であったと思われる出土品が見つかっている。それから伊皿子貝塚は生活の場（生活に伴うゴミ捨て場跡）ではなく貝の加工場跡であって伊皿子貝塚を作った人々の住居は別の場所にあったのではないかと考えられている。伊皿子貝塚では大量の貝を加工して中身を剥き、干し貝など交易用の貝製品を作っていたのではないかと考えられている。魚でも一番目立つクロダイは鱗ばかりで骨は見つからない。これはこの場所では魚の処理だけして食べたのは別の場所であることが推察される。

## 保存
1978年7月から1979年12月までの本格調査後にビル建設の為、貝塚は完全に破壊され消滅することになった。そのため当時最新の技術であった強力な接着剤で貝層断面を固めて剥離する「接状剥離法」をもって貝層の一部を保存した。この剥離保存された貝層は貝塚近くの三田台公園内や港区立郷土歴史館で見ることができ、また出土品の一部も港区立郷土歴史館で見ることができる